# Paul de Bruyn
Pour les articles homonymes, voir De Bruyn.
Paul de Bruyn fut le 37e prélat de l'abbaye de Parc. Il administra l'établissement religieux de 1702 jusqu'à sa mort en 1719. En tant qu'abbé, il fit notamment bâtir la chapelle de Vickenbosch et les églises de Corbeek-Loo et de Lubbeek.
Pour ne laisser aucune ambiguïté sur l'opposition au Jansénisme, il envoya en 1718 une lettre rappelant son attachement à l'archevêque de Malines, ce dernier étant en phase avec le décret du Souverain pontife Clément XI.
L'abbé Paul de Bruyn fut en outre juge synodal de l'archevêché de Malines.

## Parcours
Paul de Bruyn est né à Bruxelles ou Louvain le 14 janvier 1646 sous le nom de Pierre De Bruyn, fils de Guillaume de Bruyn, maître-maçon de la Cour, et de Pétronille Vanden Bemde,,. Il est le frère de l'architecte Guillaume de Bruyn, l'un des reconstructeurs de Bruxelles après le bombardement de 1695.
Il devient profès en 1670, prêtre en 1673, prieur en 1686, curé de Courtrai-Dutsel en 1690, prieur de Gempe en 1690, prévôt en 1698.
Il est coadjuteur du 36e abbé de Parc l'abbé Philippe van Tuycom en 1701, puis est nommé abbé effectif le 22 août 1702, bénit à Malines en l'église de Leliendaal le 24 août 1702,.
Atteint d'apoplexie, il meurt le 6 février 1719.

## Abbatiat

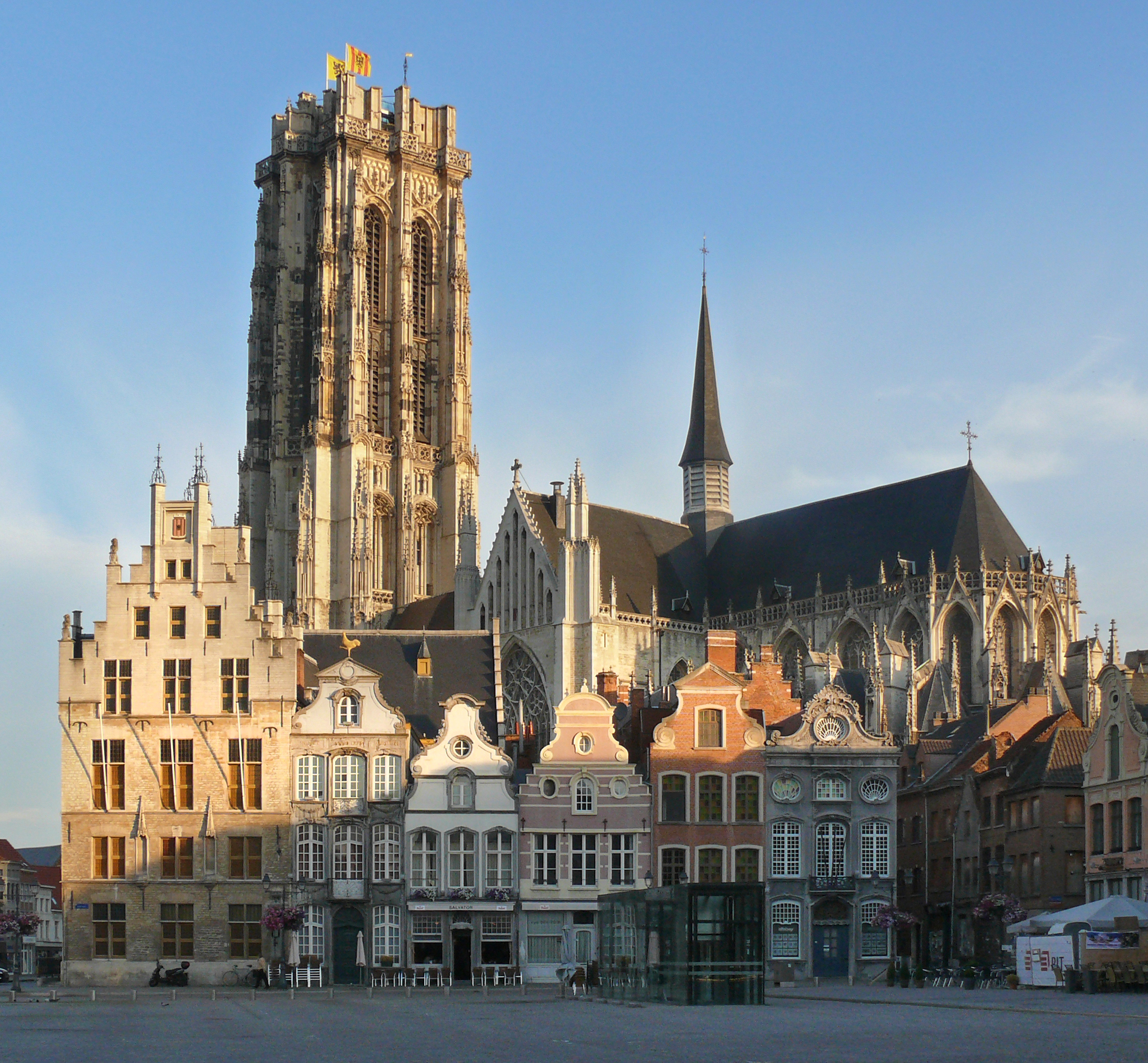
Cathédrale Saint-Rombaut de l'archevêché de Malines.

L'abbé Paul de Bruyn est juge synodal de l'archevêché de Malines.
Durant son abbatiat, il fait bâtir la chapelle de Vickenbosch dédiée à sainte Anne en 1711, l'église de Corbeek-Loo en 1715 et l'église de Lubbeek en 1717, inaugurant ces édifices le 10 mai 1716. En 1718, il orne de boiseries le réfectoire de l'abbaye de Parc et fait construire un nouveau parloir attenant à l'église.
Par ailleurs, le Jansénisme s'était répandu en Belgique et avait trouvé des partisans parmi les professeurs de l'Université de Louvain, ainsi qu'au sein de l'abbaye de Parc. Des traces de cette doctrine figurent dans les statuts de l'abbaye rédigés par Jean Druys et Jean Maes. Pour pallier le doute, le 17 novembre 1718, l'abbé Paul de Bruyn envoie une lettre de soumission à l'archevêque de Malines Thomas-Philippe d'Alsace de Hénin-Liétard, à la suite du décret du Souverain pontife Clément XI.

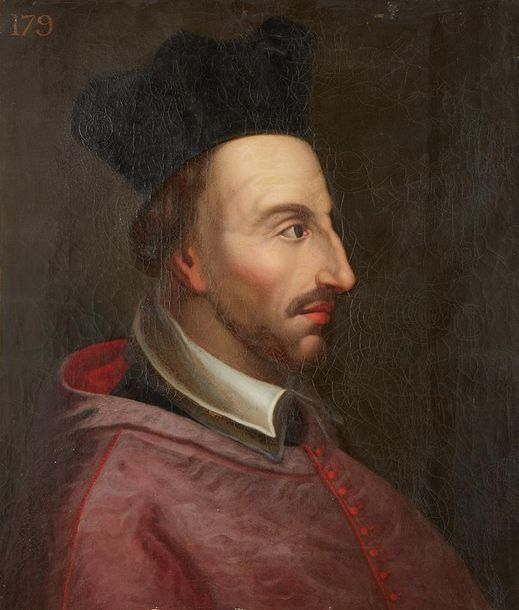
Cornélius Jansen, père du Jansénisme
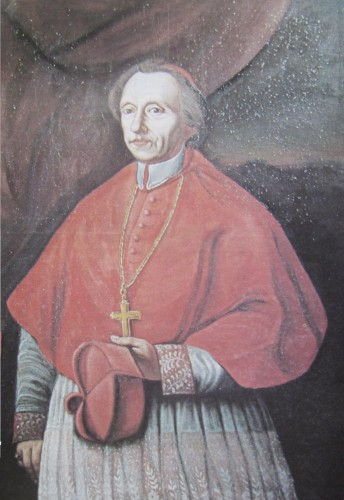
Thomas-Philippe d'Alsace de Hénin-Liétard
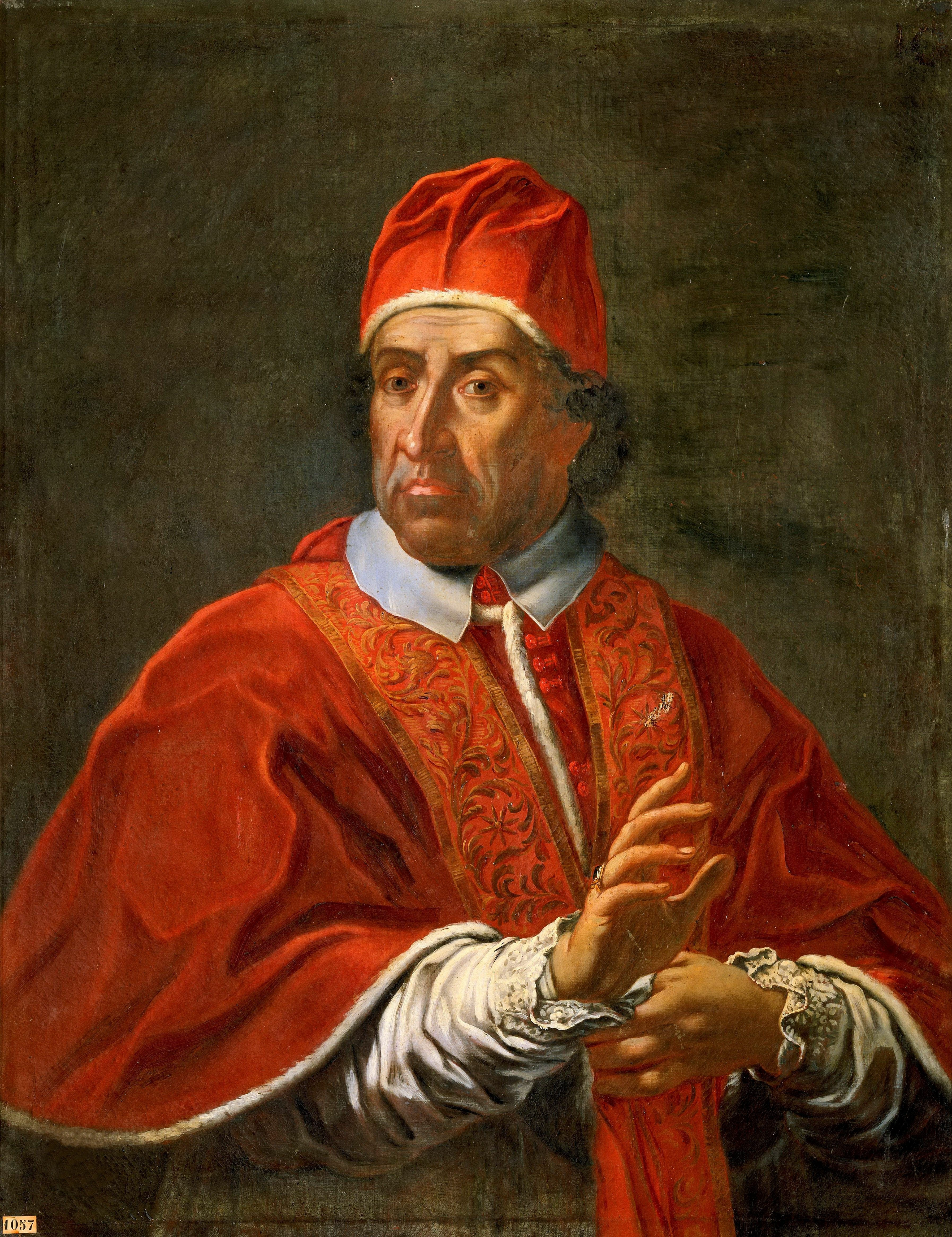
Le Souverain pontife Clément XI

## Postérité

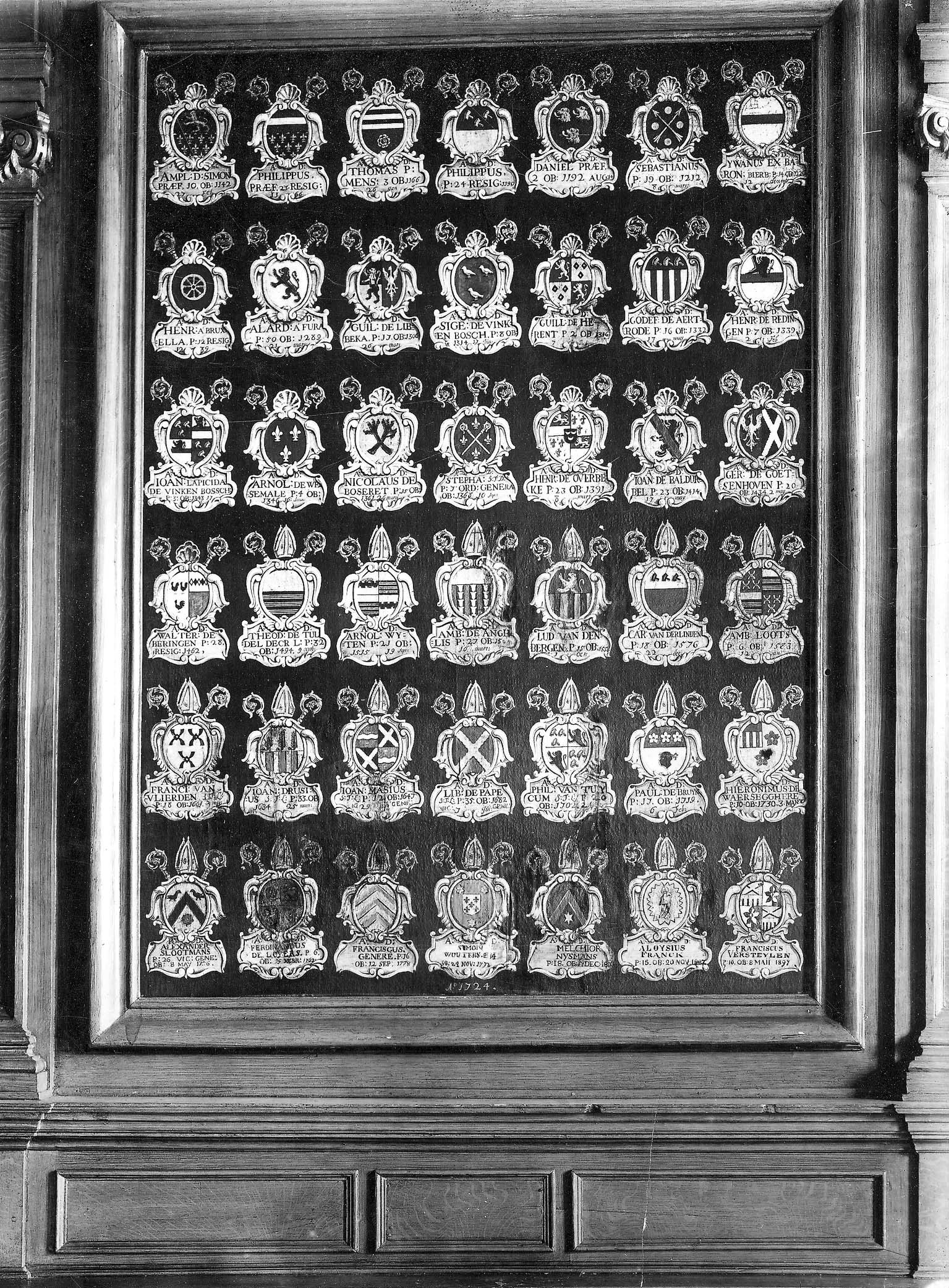
Tableau des armes des abbés de Parc (1724)

### Indication posthume
Dans son ouvrage cité dans la section « Bibliographie » de cette page, J.E. Jansen accompagne la chronologie de l'abbé Paul de Bruyn d'une indication en latin le concernant et qu'un outil informatique traduit par : « Un homme juste et pieux. Il entraîne tous ses hommes avec les liens de la charité. »

### Portrait
Le portrait de l'abbé Paul de Bruyn est conservé à l'abbaye de Parc.

### Armes de l'abbé
Les armes de l'abbé Paul de Bruyn se blasonnent : « D'argent à une tête de maure de sable, tortillée du champ, au chef d'azur chargé de trois quintefeuilles du même émail », la devise associée à ces armes étant : « De tenebris lumen. »,
Ces armes sont empruntées à la famille de l'abbé. Une représentation est conservée à l'abbaye de Parc, notamment sur un tableau de synthèse daté de 1724 identifiant les armes de tous ses abbés.
Un examen de l'armorial des abbés de Parc permet en outre de rapprocher les armes de l'abbé Paul de Bruyn de celles de tous les autres abbés de l'établissement religieux.